# Ecco the Dolphin
Ecco the Dolphin (Japans: エコー・ザ・ドルフィン") is een computerspel dat werd ontwikkeld door Novotrade Software en uitgegeven door Sega. Het spel kwam in 1992 uit voor de Sega Mega Drive. Later kwam het spel ook beschikbaar op andere platforms. 

## Spel
Het is een side-scrolling actiespel en is in de basis een dolfijnensimulator. De speler moet dolfijnen uit een zwembad redden. Hiervoor moeten verschillende opdrachten worden uitgevoerd. De speler bestuurt een dolfijn genaamd Ecco, die kan springen, ademen, zijn biologische sonar gebruiken en vis eten. Ecco reist naar de verzonken stad Atlantis waar hij een tijdmachine vindt. Op het eerste gezicht lijkt het een onschuldig spel over een dolfijn die zijn verloren vrienden zoekt. Er is echter een achterliggend verhaal over ruimtewezens, tijdreizen en het redden van de Aarde. Het perspectief van het spel is in de derde persoon. In de laatste levels van Ecco the Dolphin komt de dolfijn uit het water en reist hij naar de planeet Vortex om de ruimtewezens te verslaan. In deze autoscrollende levels wordt de moeilijkheidsgraad opgeschroefd.

## Platforms
| Jaar | Platform                          | Opmerking                                             |
| ---- | --------------------------------- | ----------------------------------------------------- |
| 1992 | Sega Mega Drive                   |                                                       |
| 1993 | Game Gear, Mega-CD, Master System |                                                       |
| 1995 | Windows                           |                                                       |
| 2006 | Wii Virtual Console               |                                                       |
| 2007 | Xbox 360                          | Voor 400 MS punten voor de Xbox Live Arcade           |
| 2009 | Xbox 360, PlayStation 3           | Als onderdeel van Sonic's Ultimate Genesis Collection |
| 2010 | iPhone                            |                                                       |
| 2013 | Nintendo 3DS                      | Als onderdeel van Sega's 3D Classics                  |

## Ontvangst
| Beoordeeld door       | Platform            | Datum             | Score |
| --------------------- | ------------------- | ----------------- | ----- |
| Sega-16.com           | Sega Mega Drive     | 19 september 2005 | 100%  |
| Mean Machines         | Sega Mega Drive     | 1992              | 97%   |
| Sega Force            | Game Gear           | 4 november 1993   | 92%   |
| Sega Force            | Sega Mega Drive     | 13 mei 1993       | 92%   |
| Power Unlimited       | Mega-CD             | november 1993     | 90%   |
| neXGam                | Game Gear           | 2002              | 80%   |
| Defunct Games         | Mega-CD             | 26 september 2004 | 79%   |
| The Video Game Critic | Mega-CD             | 21 september 2000 | 67%   |
| Mag'64                | Wii Virtual Console | 23 december 2010  | 55%   |
| High Score            | Windows             | juli 1996         | 40%   |

## Trivia
- Het spel is opgenomen in het boek 1001 Video Games You Must Play Before You Die van Tony Mott.